# Cinnamtannin B1
Cinnamtannin B1 es un tanino condensado que se encuentra en Cinnamomum verum. Es un proantocianidina tipo A.
La canela podría tener algunos efectos farmacológicos en el tratamiento de la diabetes mellitus tipo 2 y la resistencia a la insulina. El material vegetal utilizado en el estudio fue en su mayoría de la canela china (véase usos medicinales de la canela china ). Estudios recientes en fitoquímica han indicado que cinnamtannin B1 aislado de C. Verum tiene un posible efecto terapéutico en la diabetes tipo 2, con la excepción de las pacientes posmenopáusicas en estudios de Cinnamomum aromaticum.